# Čas beznaděje
Čas beznaděje (v anglickém originále Time Out of Mind) je americké filmové drama z roku 2014. Natočil jej režisér Oren Moverman podle vlastního scénáře. Hlavní roli newyorského bezdomovce George ve filmu hraje Richard Gere. V dalších rolích zde vystupovali například Jena Malone, Kyra Sedgwick a Steve Buscemi. 
Snímek měl premiéru 7. září 2014 na 37. ročníku Torontského mezinárodního filmového festivalu. Do amerických kin byl uveden až o rok později, konkrétně 11. září 2015. Distribuovala jej společnost IFC Films.